# Philippe Bazin
Pour les articles homonymes, voir Bazin.
Philippe Bazin (né en 1954 à Nantes) est un auteur photographe documentaire français. Il vit et travaille en région parisienne.
Il a été lauréat 1999 du Prix Niépce.

## Biographie
Docteur en médecine de la Faculté de médecine de Nantes, qu'il exerce aux Herbiers de 1983 à 1986, il étudie la photographie à l'École nationale supérieure de la photographie à Arles de 1986 à 1989.
En 2007, séjour à Lake Placid pour réaliser avec la philosophe Christiane Vollaire un projet sur John Brown.
Il a enseigné à l'École supérieure des beaux-arts de Valenciennes et enseigne actuellement à l'École nationale supérieure d'art de Dijon.

## Distinctions
- Chevalier de l'ordre des Arts et des Lettres (2000)

## Expositions personnelles
- 1989 : "Humain, très humain" Rencontres d'Arles
- 1991 : Biennale d'art contemporain de Lyon
- 1994 : Musée des Beaux-arts de Łódź (Pologne)
- 1994 : Musée de l'Élysée, Lausanne (Suisse)
- 1995 : Calais
- 1999 : Musée Nicéphore Niépce, Chalon-sur-Saône
- 2004 : Musée de l'Élysée, Lausanne (Suisse)
- 2004 : Détenus 1996, Saint-Omer
- 2009 : Faces, Rouen
- 2009 : Les Yeux fermés, Douchy-les-Mines
- 2010 : Circulations, la radicalisation du monde, Musée des beaux-arts de Calais

## Prix et récompenses
- 1999 : Prix Niépce

## Documentaire
- Face à face, Benjamin Serero, France, 2017, 16 minutes, production : Beppie Films.